# Opéra-Comique (theater)

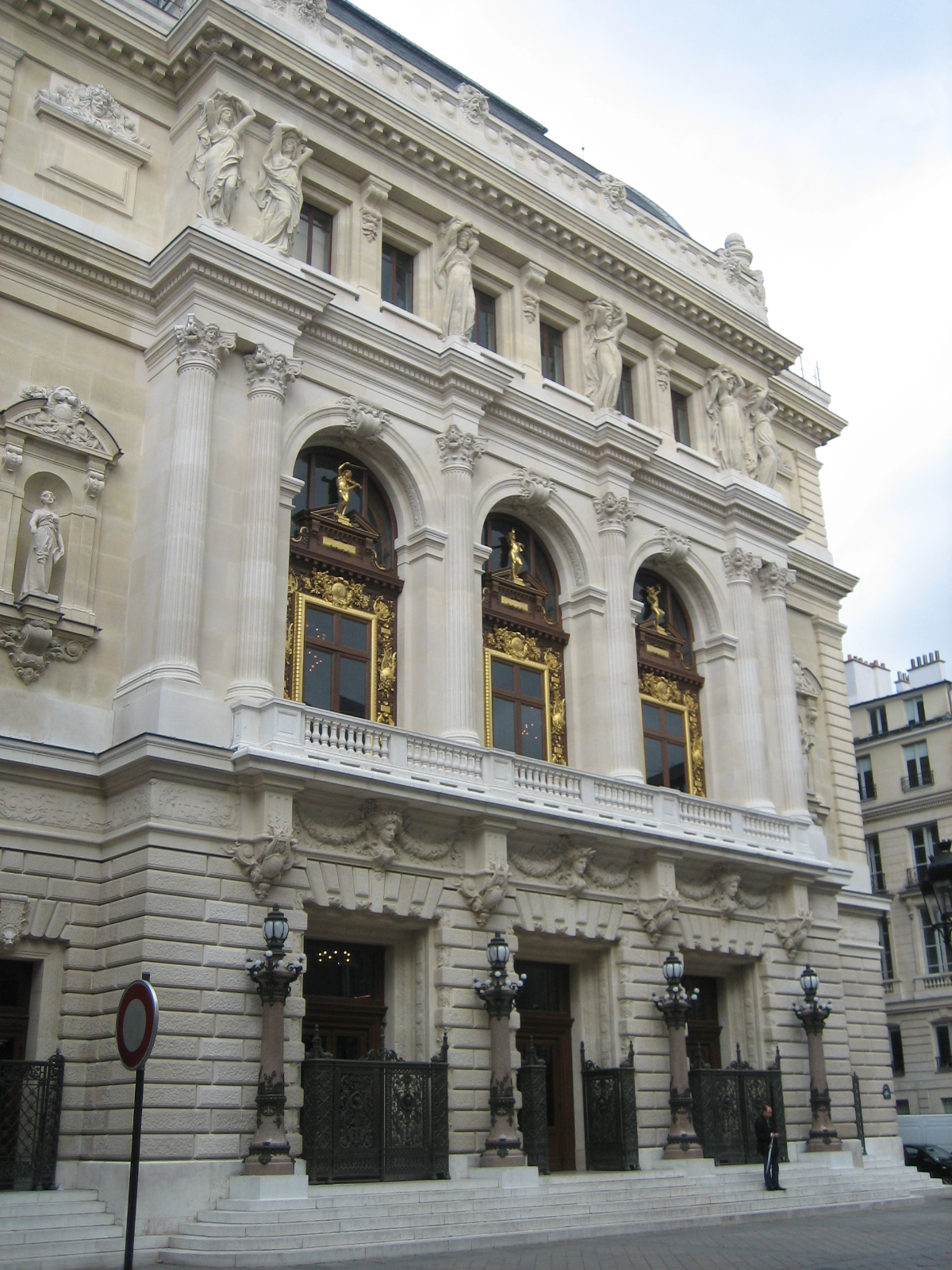
Het huidige gebouw van de Opéra-Comique, dat gereed kwam in 1898

Het Théâtre national de l'Opéra-Comique, ook bekend als Salle Favart is een theater in Parijs. Het huidige onderkomen aan de Place Boieldieu (hoofdingang) dateert uit 1898, twee eerdere gebouwen op dezelfde locatie brandden af in 1838 en 1887.

## Geschiedenis

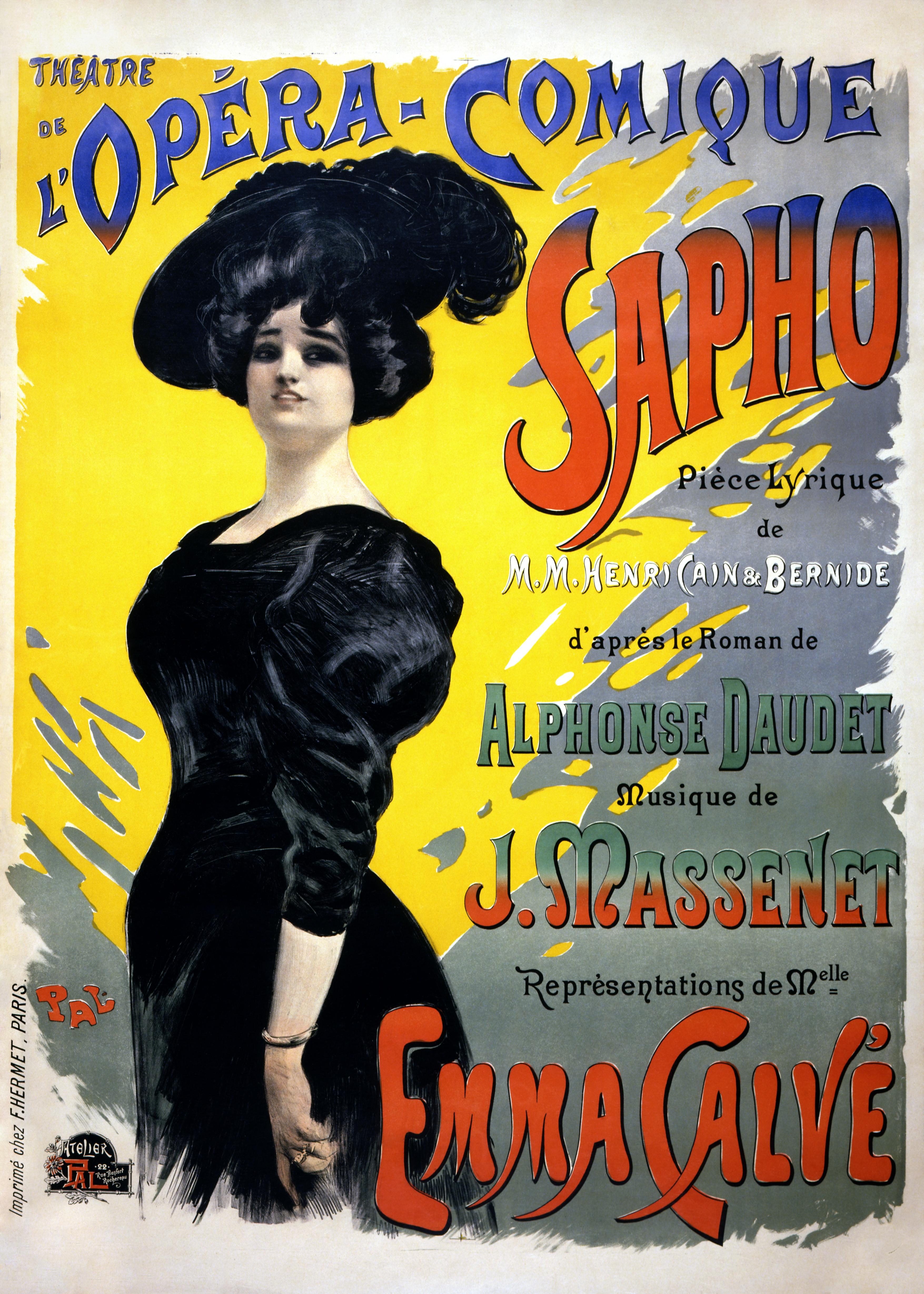
Affiche voor Massenets Sapho

De Opéra-Comique werd opgericht in 1714 om een Frans alternatief te bieden voor de in die tijd dominante Italiaanse opera. Het theater bracht in zijn beginperiode vooral pantomime en operaparodieën. Later ontwikkelde zich het genre van de opéra comique, dat zich onderscheidde van de klassieke opera door een minder formele opzet en de afwisseling van gezongen en gesproken dialogen, maar dat vooral in de 19e eeuw niet noodzakelijk komisch van aard was.
Het concept werd niet direct een succes, waardoor het theater van 1719 tot 1720 en van 1722 tot 1723 gesloten was. In 1743 kwam de leiding over de Opéra-Comique in handen van Jean Monnet, die de schrijver Charles-Simon Favart in dienst nam. Van 1745 tot 1751 was het theater opnieuw gesloten. Nadat de Opéra-Comique in 1762 was gefuseerd met de Comédie-Italienne, werd in 1783 een nieuw theater geopend aan de Rue Favart, waar ook het huidige gebouw zich bevindt.
Tijdens de Franse Revolutie bleef de Opéra-Comique geopend, maar had het sterk te lijden van concurrentie van het Théâtre Feydeau. In 1801 fuseerden de twee gezelschappen tot het Théâtre national de l'Opéra-Comique. In de 19e eeuw kende het theater zijn grote bloeiperiode, met name dankzij composities van Adolphe Adam, Daniel Auber, Georges Bizet, Nicolas Bochsa en Jules Massenet. Bizets beroemde opera Carmen beleefde er zijn première (1875), evenals La damnation de Faust van Hector Berlioz (1846) en Claude Debussy's Pelléas et Mélisande (1902).
Door financiële moeilijkheden van het theater zag de staat zich in de jaren 1930 genoodzaakt in te grijpen. In 1936 gingen de Opéra-Comique en de Opéra de Paris samen de Réunion des Théâtres lyriques nationaux (RTLN) vormen.
Op 30 november 1972 houdt de Opéra-Comique op te bestaan. De Salle Favart krijgt in 1974 de naam Opéra-Studio en gaat dienstdoen als acteerschool. In 1978 sluit de Opéra-Studio zijn deuren en komt het theater in handen van het Théâtre national de l'Opéra. In 1990 hervat de Opéra-Comique zijn activiteiten als zelfstandige organisatie.

### Heden
Direct na de heropening van het theater werd het vooral gebruikt voor incidentele voorstellingen en had het slechts een beperkt speelplan. De Opéra-Comique ging zich zowel op muziektheater als op niet-muzikale producties richten. Muzikaal ligt de nadruk op de periode vanaf de barok tot de hedendaagse muziek. In 2000 kwam de artisitieke leiding van het theater in handen van Jérôme Savary. Savary stelde zich tot doel de Opéra-Comique om te vormen tot een theater voor "klassiek amusement". Het repertoire werd zeer gevarieerd en bestaat nu naast de oorspronkelijke opéra comique ook uit operettes, musicals en revue. Eind juli 2007 werd Savary opgevolgd door Jérôme Deschamps.